# Ислам в Италии

Доля мусульман в разных странах.
<1% (Украина, Белоруссия, Польша, Чехия, Финляндия, Венгрия, Португалия, Ирландия, Молдавия, Словакия, Румыния, Армения, Эстония, Латвия, Литва, Исландия, Мальта, Монако)
1%-2% (Андорра, Хорватия)
2%-4% (Италия, Испания, Норвегия, Сербия, Словения, Люксембург)
4%-5% (Великобритания, Греция, Дания, Лихтенштейн)
5%-10% (Германия, Франция, Швеция, Австрия, Швейцария, Бельгия, Нидерланды)
10%-20% (Россия, Болгария, Грузия, Черногория)
20%-30% (Кипр)
30%-40% (Македония)
40%-50% (Босния и Герцеговина)
80%-90% (Албания, Казахстан)
90%-95% (Косово)
95%-100% (Турция, Азербайджан)

Ислам является третьей по величие и значению религией в современной Италии (после католичества и православия). Его исповедуют в основном недавние иммигранты первого поколения из бывших итальянских колоний таких как Эритрея, Ливия, Сомали, а также соседних стран региона — Египет и Албания, составляющие около 2% населения страны.

## История
Основная статья: История ислама в Южной Италии

В средние века ислам был широко распространённой религией в отдельных регионах на юге страны (Южная Италия) в эпоху арабских завоеваний. Так, Барийский эмират существовал на юге полуострова с 847 по 871 году. Гораздо дольше, с 700 по 1091 г., в общей сложности почти 400 лет, мусульмане контролировали острова Пантеллерия, Сицилия, Мальта и др., условно называемые Сицилийский эмират, хотя на последнем этапе своего существования он представлял собой несколько мусульманских княжеств со значительной долей христианского и крипто-христианского населения. Нормандское завоевание Южной Италии положило конец существованию исламской государственности, но, как и в освобождённой Испании, значительные мусульманские общины сохранялись на Сицилии до начала XIV века. Влияния исламской культуры и архитектуры ощущаются по сей день.
В конце 1994 года итальянский исламовед Хамза Роберто Пиккардо, после пяти лет работы, опубликовал первое издание «Эссе о толковании неподражаемого Священного Корана» — полный и прокомментированный перевод для итальянцев и носителей итальянского языка; эта версия была выбрана Саудовской Аравией в качестве смыслового перевода Корана на итальянский язык и стала официальным переводом.